# Victrix chloroxantha
Victrix chloroxantha là một loài bướm đêm trong họ Noctuidae.